# تمرین با محدودیت جریان خون
تمرین با محدودیت جریان خون (Blood Flow Restriction Training) که به نام تمرینات کاتسو،تمرینات انسدادی و تمریناتBFR نیز شناخته می‌گردد یک شیوه تمرینی از نوع تمرینات بازتوانی با هدف حفظ حجم توده عضلانی در زمان‌هایی که بیمار یا فرد قادر به انجام تمرینات در شدت‌های معمول برای افزایش هایپرتروفی عضلانی نمی‌باشد با هدف حفظ توده عضلانی بیمار انجام می‌گردد.

## تاریخچه
این تمرین نخستین بار توسط پروفسور یوشاکی ساتو معرفی گردید، پروفسور ساتو یاکی در حین انجام یکی از مرسم مذهبی در ژاپن که باید برای مدت زمانی طولانی فرد در حالت دو زانو بنشیند بعد از پایان مراسم پروفسور ساتو یاکی احساس کرد که حالتی که در ساق پایش ایجاد گردیده مشابه حالتی هست که بعد از تمرین بلند کردن ساق پا در حین تمرینات معمول بدنسازی به این احساس دست پیدا می‌کند؛ لذا این ایده در ذهن ساتو شکل گرفت که قرار گرفتن وزن بدن و عضله ۴ سر رانی بر روی ساق پا موجب ایجاد این وضعیت گردیده‌است.

## نحوه انجام تمرین
در این شیوه تمرینی با استفاده از کاف یا رگ بند و تحت شرایط نظارت شده با ایجاد محدودیت در مسیر جریان خون جریان خون سیاهرگی تا حدودی محدود می‌گردد و بدین ترتیب با تجمع متابولیت‌ها در آن ناحیه به صورت مصنوعی شرایط که در تمرینات معمول به منظور هایپرتروفی اتفاق می‌افتد شبیه‌سازی می‌گردد؛ و فردی که با این شیوه تمرین می‌کند با استفاده از بارهایی معادل ۲۰–۳۰ درصد یک تکرار بیشینه که در شرایط معمول تمرین نمی‌تواند منجر به هایپرتروفی عضلانی گردد با استفاده از ویژگی‌ها و مکانیزم‌هایی که پس از ایجاد محدودیت در مسیر جریان خون سیاهرگی پدیدمی‌آورد از مزایای تمرینات مقاومتی با شدت‌های بالا بهره‌مند می‌گردد.

## ابزار مورد نیاز
برا انجام تمرین با محدودیت جریان خون از ابزارهای گوناگونی استفاده می‌گردد. از باندها و زانو بندهای بدنسازی و پاورلیفتینگ تا کاف و تورنیکرهای پزشکی خود پروفسور ساتو در انستیتوی کاتسو دستگاهی به اسم کاتسو مستر اختراع کرده‌اند که ادعا می‌کنند این دستگاه کاملاً به صورت نظارت شده محدودیت جریان خون را اعمال می‌کند و خطری فرد را تهدید نمی‌کند.
چند نوع دستگاه در زمینه این نوع تمرینات وجود دارد که ساخت خارج از کشور هستند. اخیر شرکت ورزشی دانش‌بنیان «برجست» تحت نظر مرکز ملی نوآوری فناوری‌های ورزشی و پارک علم و فناوری گیلان یک نمونه بومی جدید با کیفیت و قیمت مناسب ارائه کرده‌است که استفاده از آن نیز آسان می‌باشد.

## اثرات هایپرتروفیکی تمرینات کاتسو
مشخص شده‌است که تمرینات کاتسو اثرات مفیدی بر روی قدرت و (هایپر تروفی) حجم عضلانی داشته‌است؛ در میان اکثریت پذیرفته شده‌است که بلند کردن وزنه‌های سنگین به‌طور کلی نیازمند افزایش قدرت عضلانی ویژه‌ای است.
تا آن زمان، یک روش تمرینی متفاوت برای انجام دادن وجود دارد که در عین حال در وزنه‌های سبک‌تر کاربرد دارد که به عنوان تمرینات کاتسو شناخته می‌شود. این تمرینات به میزان زیادی قدرت و سایز عضله را افزایش می‌دهد. یک روش تمرینی غیرمعمول که توسط آن شخص وزنه‌های سبکی که معمولاً بین ۲۰ تا ۳۰ درصد یک تکرار بیشینه (یک تکرار بیشینه یعنی حداکثر وزنهای که می‌تواند برای یک بار بلند کند) است را در حد واماندگی عضله و تا هنگامی که جریان خون در ناحیه گروه عضلانی مورد تمرین محدود شود، بلند می‌کند.

## افزایش قدرت
انجام میزان قابل توجهی از تمرینات کاتسو با استفاده از وزنه‌های سبک در حالی باعث توسعه قدرت عضلانی می‌شود که تا حدودی ناشی از نخست فعال‌سازی فیبرهای عضلانی تند انقباض باشد، که این نوع تکنیک تمرینی به دلیل محدودیت متوسط جریان خون در عضلات تحت فشار تمرین سطح اکسیژن عضلات را تهی می‌کند.
این کاهش میزان اکسیژن باعث می‌شود تا سلول عضلانی انرژی ATP (انرژی رایج بدن) را بدون وجود اکسیژن تولید کند یا همان سوخت بی‌هوازی، که در وهله اول عضلات تند انقباض را بر خلاف عضله کند انقباض فعال می‌کند. به عبارت ساده سوخت مورد نیاز عضلات تند انقباض به صورت بی‌هوازی و کند انقباض به صورت هوازی تأمین می‌شود. پس سوخت اولیه ذخیره در عضله تند انقباض و تحریکات بیشتر آن نسبت به عضله کند انقباض باعث تولید ظرفیت زیادی برای توسعه قدرت عضلانی توسط تمرینات کاتسو می‌شود.
مطالعه محقق ژاپنی به نام "تاکارا تاکازاوا" نشان داد که تمرینات کاتسو اثرات قدرت عضلانی را به میزان قابل ملاحظهای فراهم می‌کند. در این مطالعه، تحقیقاتی بر روی ۲ گروه انجام شد که در آن یک گروه تمرینات با شدت کم (۳۰٪ یک تکرار بیشینه) به صورت انبساط عضله سه سر بازو تا واماندگی عضله با روش محدودیت جریان خون را اجرا می‌کردند، در حالی که گروهی دیگر تمرینات مقاومتی شدید (۸۰٪ یک تکرار بیشینه) بر روی عضله سه سر بازو را اجرا می‌کردند، بدون محدودیت جریان خون.
این مطالعه نشان داد که افزایش قدرت در گروهی که تمرینات کاتسو با شدت کم را اجرا می‌کردند، مشابه گروهی است که تمرینات مقاومتی با شدت بالا انجام می‌دادند. همچنین مشخص شد که تمرین به روش کاتسو قدرت عضلانی را به همان میزان تمرین مقاومتی با شدت بالا بهبود می‌بخشد.
همچنین مطالعه دیگری نشان داده‌است که تمرین مقاومتی با شدت کم و همراه با محدودیت جریان خون، می‌تواند برای سلامت افراد مسن مناسب باشد. در این مطالعه، ۲۰ نفر تمرینات با محدودیت جریان خون را اجرا کردند و ۲۰ نفر دیگر تمرینات مقاومتی متداول با شدت بالا را انجام دادند. محدودیت جریان خون عملکرد عروق مرکزی و گردش خون محیطی را بهبود می‌بخشد.
همچنین مطالعه دیگری نشان می‌دهد که اجرای تمرینات کوتاه مدت با شدت کم همراه با محدودیت جریان خون به صورت اینتروال (تمرین هوازی متوالی با بازگشتهای کوتاه مدت ولی نه در حد استراحت)، به عنوان شیوهای اثر بخش برای هر دو مورد تناسب اندام به صورت هوازی و افزایش قدرت کشف شده‌است. این مطالعه بر روی ۳۷ نفر بوده‌است که این تعداد افراد به ۴ گروه مختلف تقسیم شدند و به مدت ۴ هفته طول کشیده‌است.
پس از مطالعات انجام شده بر روی قدرت عضلانی مشاهده شده‌است که بعد از انجام تمرینات کاتسو، نشانه‌های بهبود در افزایش قدرت و تناسب اندام به صورت هوازی با انجام تمرینات کوتاه مدت با شدت کم همراه با محدودیت جریان خون توأم بوده‌است.

## افزایش هورمون رشد
تمرینات سنگین‌وزن نشان داده‌اند که به شدت ترشح هورمون رشد را تحریک می‌کنند، آثار آن در توده عضلانی نمایان می‌شود. مطالعات قبلی کارامر و همکاران نشان داده‌است که تمرین با شدت بالا در واقع می‌تواند میزان ترشح هورمون رشد را تا بیش از ۱۰۰ برابر افزایش دهد.
در مقابل، تمرین مقاومتی با شدت کم، معمولاً همراه با هایپرتروفی عضلانی نیست. با این حال حجم بی‌هوازی حاصل از تمرینات کاتسو رشد عضلانی احتمالی قابل توجهی را ایجاد می‌کند. این تمرینات در درجه اول با تکیه بر تنفس بی‌هوازی، مقدار زیادی فراورده جانبی متابولیک به نام اسید لاکتیک تولید می‌کند. در نتیجه افزایش اسید لاکتیک که تحریک ترشح هورمون رشد به میزان زیادی را در پی دارد، سرانجام باعث رشد عضلانی می‌شود.
نقش اصلی تمرینات کاتسو در بالا بردن میزان هورمون رشد در مطالعه تاکارادا و همکارانش اثبات شده‌است. در این تحقیق، بر روی ۶ مرد جوان مطالعه صورت گرفته که این افراد باید ۵ ست جلو پا (کشش عضله پا) با استراحت کوتاه ۳۰ ثانیهای بین هر ست را اجرا می‌کردند تا هنگام واماندگی عضلات تحت فشار تمرین و محدودیت جریان خون در آن ناحیه عضلانی ادامه می‌دادند که همان تکنیک تمرین کاتسو است. تمرکز هورمون رشد در این تمرینات بر روی عضلات تحت فشار ۲۹۰ بار بیشتر از تمرینات قبلی افزایش داشته‌است.
جالب اینجاست که این افزایش در هورمون رشد تقریباً دو برابر بیشتر از میزان گزارش شده در تحقیقات کارامر و همکارانش است. در مطالعه یادشده از تمرینات مقاومتی با شدت بالا به جهت افزایش رشد عضلانی استفاده شده‌است؛ بنابراین کنار هم قرار دادن این یافته‌ها نشان می‌دهند که تمرینات کاتسو باعث تحریک یک پاسخ قوی از غده درون ریز مذکور می‌شود. تحریک بیشتر هورمون رشد، رشد توده عضلانی به میزان فوق‌العاده‌ای را به همراه دارد.

## درد کمتر عضلانی، کسب نتایج فوق‌العاده
اجرای صحیح تمرین کاتسو اجازه می‌دهد تا خون به میزان اندک درون عضله در حال تمرین محدود شود. میزان کافی محدودیت جریان خون در عضله زمانی حاصل می‌شود که تسمه چرمی را به دور قسمت بالای بازو یا زانو یا هر عضله‌ای که این تمرینات را بر روی آن اجرا می‌کنید، ببندید، اما خیلی محکم نه. به همان دلیل رعایت موارد ایمنی نباید کاملاً جریان خون را مسدود کنید.
برای رسیدن به میزان استاندارد این تمرینات، لازم است که در تمام مدت تمرینات کاتسو تسمه چرمی را دور عضله‌تان حفظ کنید (حداکثر زمان لازم برای ایجاد تعییرات بیوشیمیایی و فیزیولوژیکی در بدن برای تقویت رشد عضلانی بدون مسدود شدن یک عضله در کل ۲۰ دقیقه است) در کل، به صورت ۴ تا ۵ ست که معمولاً ۲۰ تا ۳۰ درصد یک تکرار بیشینه است اجرا می‌شود. ست اول شامل ۲۰ تکرار و ست ۳ و ۴ به بعد با ۱۵ تکرار و و فواصل استراحت کمتر از یک دقیقه ادامه می‌یابد.
به‌طور کلی، طبق توضیحاتی که در بالا مطرح شد اجرای تقریباً نزدیک به استاندارد تمرینات کاتسو، برای تولید قدرت و افزایش سایز عضله نیروی بسیار زیادی ایجاد می‌کند. اگر چه این نوع تمرین کردن دارای یک جنبه منفی است که همان احساس درد شدید در عضله است. طبق مطالعات فراوان انجام شده در این زمینه باید گفت که اجرای تقریبی تمرینات استاندارد کاتسو، درد و سطح بالایی از تقلا را می‌طلبد.
این ناراحتی و درد شدید ناشی از بلند کردن وزنه‌های سنگین است. مثل موقعی که می‌توانید به وضوح کششی را در بافت عضلهتان احساس کنید که ناشی از سازگاری عضله با تمرینات سنگین است که نتیجه آن قویتر و بزرگتر شدن عضله است.
اگر چه ممکن است تمامی مزایای بالقوه حاصل از این تمرینات با درجاتی از میزان درد و ناراحتی‌های ناشی از همین تمرینات خنثی شود که در نهایت منجر به دلسرد شدن فرد از ادامه تمرین گردد. با در نظر گرفتن تأثیر بالقوه آن برای سازگارشدن با فواید تمرین در طول تمرینات کاتسو، گروهی از دانشمندان دانشگاه‌های ایندیانا و نیویورک دریافتند که توانایی عضله‌سازی در تمرینات کاتسو تغییر شکل می‌یابد.
در نوع اصلاح شده تمرین، محققان برای کاهش فشار تمرین از دستبندهای پنوماتیک برای محدوی کردن جریان خون استفاده می‌کنند (دستبندهای بادی)، که ۵۰٪ فشار وارده را نسبت سایر مطالعات کاهش می‌دهد و همین‌طور اولین ست (۳۰ تکرار) که معمولاً در طول تمرینات کاتسو اجرا می‌شود را حذف کردهاند. در مجموع، این تغییرات به میزان قابل توجهی سبب کاهش تقریباً تمام درد ایجاد شده در عضله تحت فشار در طول تحقیقات می‌گردد، با این حال تمام فواید حاصل از تمرین از قبیل افزایش قدرت و سایز عضله را نسبت به گروه کنترل داراست.
نکته جالب توجه دربارهٔ نتایج بدست آمده در قدرت و سایز مورد مشاهده از اصلاح تمرینات این است که، این مقدار به اندازهای که در مطالعات اخیر تمرینات کاتسو نشان داده شده‌است بزرگ نیست. احتمالاً به خاطر نحوه اجرای تمرینات اصلاح شده کاتسو است که ظاهراً وقتی هم‌زمان اجرا شود هر دو فاکتور اثر و درد را پایین می‌آورد.
با این حال و تمام توضیحاتی که در بالا مطرح شد، این تمرینات تغییر شکل یافته و اصلاح شده به دلیل اثرات قابل توجهی که بر روی قدرت و سایز عضله دارند، هنوز هم می‌توانند برای افزایش اثرات مفید در عضله تحت فشار تمرین کاربرد داشته باشند، در عین حال که درد ناشی از تمرینات را کاهش می‌دهند؛ بنابراین میزان پایبندی به این تمرینات را تا مدت‌های طولانی ارتقا می‌بخشد.

## خطرات احتمالی
در مورد خطرات احتمالی در حین انجام این تمرین گزارش‌ها و شواهدی در دسترس می‌باشد و حتی خود پروفسور ساتو در مراحل اولیه گسترش این شیوه تمرینی در بعضی موارد دچار آسیب‌های سختی گردید. این شیوه تمرینی حتماً باید به شکل نظارت شده و در مراکز درمانی انجام گردد و برای این منظور که مشخص گردد که آیا سرخرگ مسدود گردیده‌است یا خیر نیاز به استفاده از دستگاه داپلر می‌باشد. استفاده از این شیوه تمرینی در محیط‌های باشگاهی و بدون وجود فرد متخصص و پزشک که در صورت نیاز بتواند به فرد کمک نماید توصیه نمی‌گردد. در مواردی که فردی قادر به انجام تمرینات با شدت‌های معمول در رنج تعیین شده برای وقوع هایپرتروفی عضلانی هست استفاده از این شیوه تمرینی توصیه نمی‌گردد و مطالعاتی اخیراً نشان داده‌اند که نتایج بدست آمده از تمرینات سنتی با وزنه از نتایج بدست آمده از تمرین با محدودیت جریان خون بعد از یکسان‌سازی بارها بیشتر بوده‌است.

## متخصصین و آموزش دهندگان تأیید شده
بعد از شرکت در یک دوره آموزشی و شرکت در امتحان پایان دوره متخصصینی که دوره را با موفقیت طی کرده باشند به عنوان آموزش دهنده رسمی امکان تهیه دستگاه اختراع شده توسط دکترساتو و آموزش این شیوه تمرین را در کشور خود دارند.

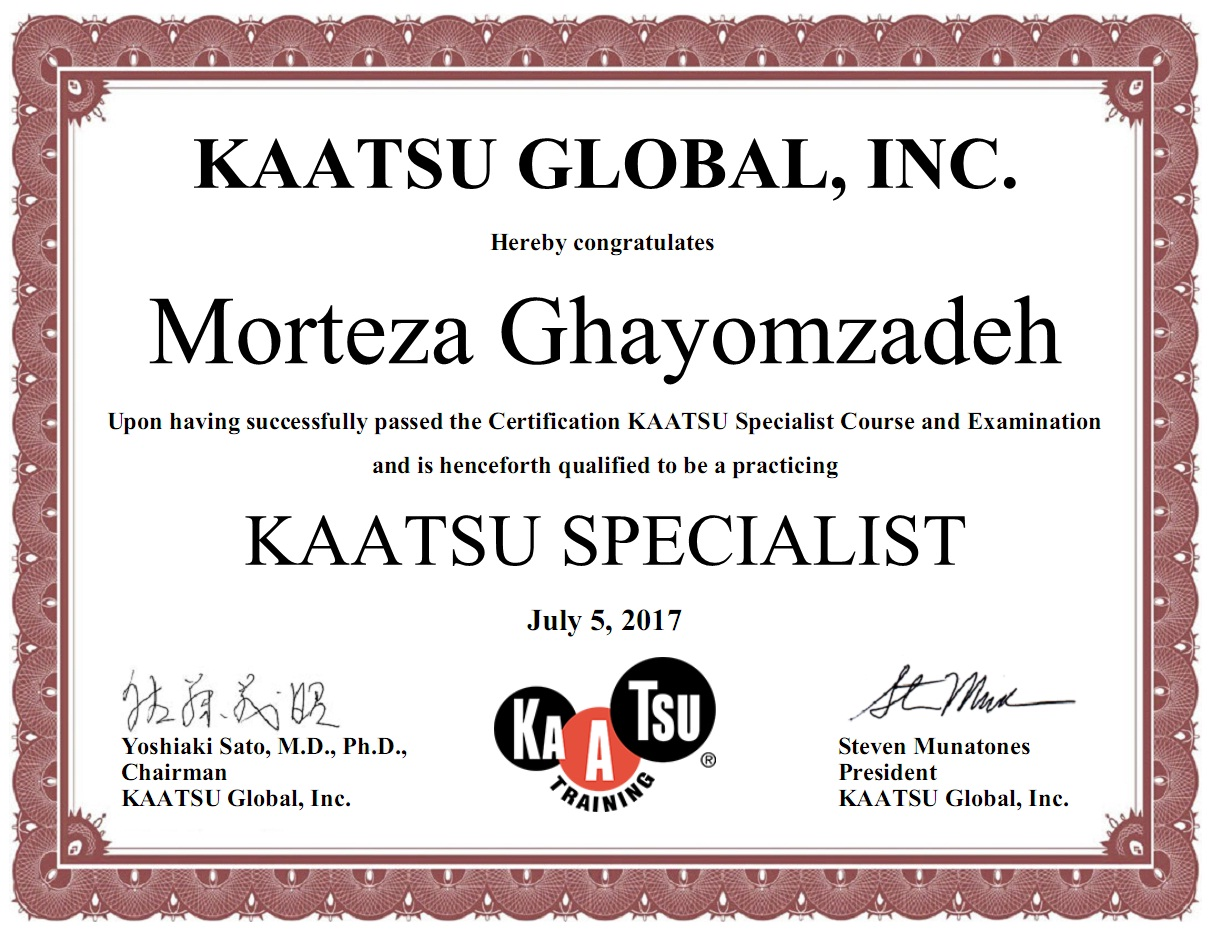
نمونه‌ای از گواهی ای که پس از طی دوره به افراد واجد صلاحیت اعطا می‌گردد